# La reina anónima
La reina anónima és una pel·lícula espanyola del 1992 dirigida per Gonzalo Suárez, qui també és autor del guió, i protagonitzada per Carmen Maura. Intenta sense gaire èxit convertir un malson en una comèdia. Va participar en el Festival Internacional de Cinema de Sant Sebastià de 1992 i fou candidata al Goya al millor disseny de vestuari.

## Argument
Una desconeguda que afirma ser la veïna de sota truca a la porta d'Ana Luz, una mestressa de casa. Aquesta visita desencadena una sèrie de situacions estranyes i meravelloses que posaran a prova el valor d'Ana Luz i els seus poders ocults. La pel·lícula manté certa fascinació perquè barreja algunes de les obsessions recurrents del director amb una estructura una mica esbojarrada.

## Repartiment
- Carmen Maura - Ana Luz
- Marisa Paredes - Desconeguda
- Juanjo Puigcorbé - Marit
- Jesús Bonilla - Pintor
- Cristina Marcos - Amant
- Kiti Mánver - Professora